# 五碘化二镧
五碘化二镧是一种无机化合物，化学式为La2I5。它可由化学计量比的单质在钽制容器中化合而成：
4 La + 5 I2 —1225 K→ 2 La2I5
该化合物和Pr2I5有同种结构。